# Saint-Quentin-les-Anges
Saint-Quentin-les-Anges är en kommun i departementet Mayenne i regionen Pays de la Loire i nordvästra Frankrike. Kommunen ligger i kantonen Craon som tillhör arrondissementet Château-Gontier. År 2022 hade Saint-Quentin-les-Anges 475 invånare.

## Befolkningsutveckling
Antalet invånare i kommunen Saint-Quentin-les-Anges
| Referens: INSEE |